# The Bridge of Sighs (film 1915 Bracken)
The Bridge of Sighs è un cortometraggio muto del 1915 diretto da Bertram Bracken.

## Produzione
Il film fu prodotto dalla Lubin Manufacturing Company.

## Distribuzione
Distribuito dalla General Film Company, il film - un cortometraggio in una bobina - venne distribuito nelle sale USA il 18 giugno 1915.